# Luis Manuel Aguiló
Luis Manuel Aguiló (nacido el 15 de julio de 1971 en San Pedro de Macorís) es un presentador, actor y productor de televisión dominicano.

## Biografía
Posteriormente dejó atrás su natal ciudad para radicarse en Santo Domingo, donde se matriculó en la Universidad APEC en la carrera de Mercadeo y posteriormente la culminó.

### Radio
Experiencias
Radio
Incursionó en el mundo de la radio con un programa infantil llamado "Operación Alacrán", el cual se mantuvo en el aire por tiempo de cinco años. Ya entrado en la adolescencia, realizó un programa de Música Disco, en un bloque de 4 horas. A los 17 años obtuvo la oportunidad de ser programador y director Artístico de Radio Mar.
Luego pasa a ser productor y conductor del programa “Con el Pie Derecho”, el cual condujo junto a Kenny Grullón por un período de 4 años. Es la voz en off de reconocidas marcas nacionales e internacionales. Su trabajo como locutor ha repercutido favorablemente en su desarrollo e incursión en otras áreas de la Comunicación. Ello le ha merecido diversos reconocimientos. El Círculo de Locutores Dominicanos lo ha tomado en cuenta en varias ocasiones, nominando su trabajo y entrega. Ha logrado varios premios como Voz en Off y como Locutor Comercial. Durante dos años trabajó en el doblaje de películas para la televisión española. Ha sido narrador de diversos documentales y especiales de televisión entre ellos: "Trujillo: La lujuria del macho dictador", nominado a los Premios Casandra en la categoría de “Especial de Televisión”.

### Teatro
Teatro
Su pasión por el teatro y la actuación le ha reportado frutos en poco tiempo. Ha tenido importante participación en destacadas obras. Una de ellas en la producción teatral: "No hay novedad Doña Adela", de Alfonso Paso, la cual le permitió presentar credenciales en este género.
A partir de este momento, su actividad se reparte en obras como: "Secuestro de un Galán", "Cleopatra", "Escuadra hacia la Muerte" (la cual le mereció una nominación al premio Talía de Plata, como mejor actor); "Hoy Toca la Pianista Gorda", "La Gata Sobre el Tejado de Zinc Caliente", "Parecido a Sebastián", " La Cenicienta " (junto a la cantante Vickiana) entre otras.
Como director también ha logrado sus lauros. "Pares y Nones" y "Cepillo de Dientes", junto a José E. Pintor, son dos de ellas. Esta última obtuvo una nominación a los Premios Casandra como “Mejor Director de Teatro”. Su búsqueda por fortalecer sus buenas dotes sobre las tablas, no se detiene. En el 2007-2008 estelarizó la comedia teatral “Orgasmos, La Comedia” junto a la presentadora de televisión, Luz García. Realizaron 41 funciones. En el 2012 la repone con Nashla Bogaert como actriz. En esta ocasión la presentan en 29 funciones. El teatro es su pasión y por eso pretende continuar trabajando sobre las tablas.

### Películas y carrera en la televisión
Films
Ha participado en los Films: “Nueva Yol II”, “Playball” y “Jaque Mate”
Doblaje de películas
Con la compañía española Estudio UNO, dirigida por José Enrique Pintor, fue actor doblador de películas para el cine y la televisión Española. Habiendo doblado el protagónico de la primera, película doblada comercialmente en la República Dominicana. “Vainilla y fresa” Una película de Gérard Oury donde dobló al actor francés Pierre Arditi.
Reality Shows
Trabajó en varios realitys como conductor. Entre éstos podemos mencionar: el primer programa bajo este formato que se realizó en República Dominicana, Operación Hispaniola, versión I y versión II; La Casa de Cristal, versión en todas sus versiones, El Bebe de Cristal y por último, Operación Hispaniola Vip. De estos últimos también fue su productor.
Televisión
”Sólo para Adultos" significó su entrada a la televisión como actor dramático. A esta participación se suma producciones como: "TV-Todo" (en la que hacía de actor y asistente de producción); "Las Aventuras de Luisito y Anthony" (actor cómico y director escénico), y en "Sabadissimo" y "El Show de Luisito y Anthony", como actor del cuadro de comedias.
Fue coproductor y voz en off del programa "De Remate", producido por Luisito Martí. En esta ocasión marcó un antes y un después en lo que a este tipo de participación detrás de las cámaras se refiere. Se distinguió con una singular forma de decir “De Remaaaaate”.
De ahí pasa a formar parte del elenco de Telecentro con su primera gran oportunidad como conductor y animador de televisión en el programa "Nadie es Perfecto". Dentro de esta espacio se descascó como conductor y marca la diferencia cuando saca al aire la edición especial " La Misa y El Vacilón", dentro del mismo programa.
Su desenvolvimiento frente a las cámaras lo hacen merecedor de otras oportunidades. Es ahí cuando es tomado en cuenta para, junto a Mariela Encarnación, conducir por dos meses el programa "Esta Noche Mariasela".
Participó junto a la internacional Charityn Goico en el musical "Moulin Rouge", durante la elección de Miss República Dominicana 2002. En el 2012 fue el conductor de este concurso.
Su gran reto en calidad de animador lo asumió a principios del 2003 cuando fue escogido como maestro de ceremonias de los Premios Casandra de ese año, la más importante y prestigiosa premiación que reconoce el arte y la cultura dominicana. En esa versión estuvo nominado en los renglones de “Presentador de Televisión” y “Locutor del Año”, logrando obtener este último reconocimiento.
Fue conductor y productor por un período de tres años del programa de televisión meridiano, “El Escándalo del 13”, de Telecentro.
Luego pasa a producir y conducir el programa meridiano “Todo Bien” por Antena Latina Canal 7, el cual duró desde el 2006 hasta el 2012 en el aire como el espacio número uno preferido por los televidentes. En el 2010 realiza “Divina un Monumento al Cibao”, el cual logró crear grandes expectativas en los televidentes. En el 2011 su trabajo trasciende y es cuando como invitado especial de América TV Miami, pasa a conducir “Minuto de Fama”, logrando el favor de televidentes de Hispanoamérica, quienes valoraron su trabajo.
El año pasado atendiendo a una muy buena propuesta de los ejecutivos de Antena Latina, decide sacar del aire el programa “Todo Bien” para formar “Ahora Es”, el cual comparte con Nashla Bogaert, Honny Estrella y Bolívar Valera. Este año está nominado a los Premios Soberano como “Mejor Presentador de Televisión 2013”.
En varias ocasiones ha dejado claro su inclinación por la radio, y es por ello que decidió volver a este medio, ahora con “Buen Día con Aguiló” desde el 4 de marzo de 2013, por la emisora Caliente.
Actualmente conduce un programa que se trasmite por tele Antillas los domingos de 8:10pm que lleva como nombre "BIEN DE BIEN".

## Filmografía
| Año  | Película                           | Personaje                      | Director                     |
| ---- | ---------------------------------- | ------------------------------ | ---------------------------- |
| 1992 | El Show de Luisito y Anthony       | Presentador                    | Anthony Ríos y Luisito Martí |
| 1994 | Las Aventuras de Luisito y Anthony | Franchy                        | Anthony Ríos y Luisito Martí |
| 1997 | Nueva York:3 Bajo la Nueva Ley     | Abogado de María               | Angel Muniz                  |
| 2008 | Playball                           | Don Alberto                    | Alfonso Rodríguez            |
| 2012 | Jaque Mate                         | Papel Secundario               | José María Cabral            |
| 2015 | Tubérculo Gourmet                  | Voz                            | Archie López                 |
| 2016 | Tubérculo Presidente               | Martín Díaz                    | Archie López                 |
| 2016 | Mi suegra y yo                     | Rodolfo                        | Roberto Angel Salcedo        |
| 2017 | Luis                               | Ministro de Interior y policía | Archie López                 |

## Conducción de televisión
- TvTodo
- El Show de Luisito y Anthony
- Sábadissimo
- De Remate
- Nadie es Perfecto
- El escándalo del 13
- Todo bien
- Minuto de Fama
- !Ahora es¡
- Miss República Dominicana 2008, 2010, 2012 como presentador
- Bien de Bien

## Premios
- 5 Micrófonos de Oro
- 5 Premios Casandra